# ブリジット・リーガン
ブリジット・リーガン（Bridget Regan, 1982年2月3日 - ）は、アメリカ合衆国の女優である。テレビシリーズ『レジェンド・オブ・ザ・シーカー』のカーラン・アムネル役や『ホワイトカラー』のレベッカ役、『ザ・ラストシップ』のサーシャ役などで知られる。

## 生い立ち
カリフォルニア州サンディエゴ郡で生まれ、アイルランド系アメリカ人のカトリックの家庭で育つ。子供時代よりカリフォルニア州カールスバッドの舞台で演技を始めた。

## キャリア
2006年よりテレビや映画に出演している。2008年、テリー・グッドカインドの『真実の剣』を原作としたテレビシリーズ『レジェンド・オブ・ザ・シーカー』の撮影が始まり、カーラン・アムネル役を務めた彼女はカルト的な支持を得た。もともとの髪の色は赤であったが、『レジェンド・オブ・ザ・シーカー』の撮影のためにダークブラウンと黒に染めた。2009年には舞台『Camp Wanatachi』のプロデュースを務めた。
2016年からは『ザ・ラストシップ』にメインキャスト"サーシャ・クーパー"として加わり、3シーズン出演した。

## 私生活
『レジェンド・オブ・ザ・シーカー』の撮影の際にニュージーランドで知り合ったアシスタントディレクターのイーモン・オサリヴァンと結婚している。2010年12月27日に娘が生まれた 。

## フィルモグラフィ

### 映画
| 年   | 日本語題 原題                                 | 役名                 | 備考           |
| ---- | --------------------------------------------- | -------------------- | -------------- |
| 2006 | Blinders                                      | ヴィヴィアン         | 短編映画       |
| 2007 | 援助交際ハイスクール The Babysitters          | Tina Tuchman         |                |
| 2007 | Supreme Courtships                            | Holly                | テレビ映画     |
| 2008 | セックス・アンド・ザ・シティ Sex and the City | ホステス             |                |
| 2010 | The Best and the Brightest                    | ロビン               |                |
| 2011 | Hide                                          | Annabelle Granger    | テレビ映画     |
| 2013 | Murder in Manhattan                           | Lex Sutton           | テレビ映画     |
| 2014 | ジョン・ウィック John Wick                    | Addy                 |                |
| 2017 | アブダクション Devil's Gate                   | マリア・プリチャード | 日本劇場未公開 |

### テレビシリーズ
| 年        | 日本語題 原題                                           | 役名                                | 備考                                        |
| --------- | ------------------------------------------------------- | ----------------------------------- | ------------------------------------------- |
| 2006      | The Wedding Album                                       | ケイト                              | シリーズ化されなかったパイロット版          |
| 2006      | Love Monkey                                             | 女性                                | 第1シーズン第1話「Pilot」                   |
| 2006-2007 | LAW & ORDER:犯罪心理捜査班 Law & Order: Criminal Intent | ADA Claudia Shankly                 | 計2話出演                                   |
| 2007      | Six Degrees                                             | Diana Foss                          | 第1シーズン第13話「A Simple Twist of Fate」 |
| 2007      | American Experience                                     | Angelica Shippen                    | 第19シーズン第15話「Alexander Hamilton」    |
| 2007      | The Black Donnellys                                     | Trish Hughes                        | 計4話出演                                   |
| 2008      | ニュー・アムステルダム New Amsterdam                    | Daphne Tucker                       | 第1シーズン第5話「Keep the Change」         |
| 2008-2010 | レジェンド・オブ・ザ・シーカー Legend of the Seeker     | カーラン・アムネル                  | 計44話出演                                  |
| 2011      | NCIS:LA 〜極秘潜入捜査班 NCIS: Los Angeles              | エリザベス・スミス                  | 第3シーズン第2話「不信」                    |
| 2011      | PERSON of INTEREST 犯罪予知ユニット Person of Interest  | Wendy McNally                       | 第1シーズン第10話「汚れた金」               |
| 2012      | The Frontier                                            | Hannah Strong                       | シリーズ化されなかったパイロット版          |
| 2012      | パーセプション 天才教授の推理ノート Perception          | Victoria Ryland                     | 第1シーズン第9・10話「闇と光」              |
| 2013      | ビューティ&ビースト/美女と野獣 Beauty & the Beast       | Alex Salter                         | 計4話出演                                   |
| 2013      | サンズ・オブ・アナーキー Sons of Anarchy                | Escort                              | 第6シーズン第1話「Straw」                   |
| 2013-2014 | ホワイトカラー White Collar                             | レベッカ・ロウ/レイチェル・ターナー | 計9話出演                                   |
| 2014-2019 | ジェーン・ザ・ヴァージン Jane the Vergine               | ローズ/シンロストロ                 | リカーリング                                |
| 2015      | エージェント・カーター Agent Carter                     | ドロシー・アンダーウッド            | リカーリング                                |
| 2016-2018 | ザ・ラストシップ The Last Ship                          | サーシャ・クーパー                  | メイン                                      |
| 2017      | グレイズ・アナトミー Grey's Anatomy                     | ミーガン・ハント                    | ゲスト                                      |
| 2017      | Christmas Getaway                                       | エモリー                            | ゲスト                                      |